# NGC 1621
NGC 1621 = NGC 1626 ist eine elliptische Galaxie vom Hubble-Typ E4 im Sternbild Eridanus am Südsternhimmel. Sie ist schätzungsweise 197 Millionen Lichtjahre von der Milchstraße entfernt und hat einen Durchmesser von etwa 80.000 Lj.
Im selben Himmelsareal befinden sich u. a. die Galaxien NGC 1627 und NGC 1628.
Das Objekt wurde im Jahr 1886 von Francis Preserved Leavenworth entdeckt.